# Paul Hassel
Johann Otto Paul Hassel (* 22. Juli 1838 in Berlin; † 31. Juli 1906 in Jena) war ein deutscher Historiker und Archivar.

## Leben
Nach Gymnasialbesuch studierte er zunächst Medizin und Naturwissenschaften, später Geschichte an den Universitäten Gießen und Berlin, wo er 1862 auch promovierte. 1866 habilitierte er sich als Privatdozent an der Universität Berlin. Als Berichterstatter des „Preußischen Anzeigers“ nahm er im Hauptquartier des Kronprinzen von Preußen am Deutsch-Französischen Krieg teil. 
1872 begann er seine archivische Wirksamkeit am Geheimen Ministerialarchiv, um 1874 ans Geheime Staatsarchiv in Berlin zu wechseln. Von 1882 bis zu seinem Tod 1906 leitete er als Direktor das Königlich Sächsische Hauptstaatsarchiv in Dresden. Neben der Veröffentlichung einer Anzahl historischer Schriften betätigte er sich als Schriftleiter der Zeitschrift für preußische Geschichte und Landeskunde (1867–1870).
Nach Umbettung fand er seine letzte Ruhestätte auf dem Südwestkirchhof Stahnsdorf.

## Schriften
- De imperio Brandenburgico ad Rhenum fundato, sive de primordiis belli Juliacensis commentatio historica, Berlin 1862.
- Die Absetzung der Herzoge von Mecklenburg und die Einsetzung Wallensteins zum Fürsten des Landes. Ein Beitrag zur Politik des Hauses Habsburg im Dreißigjährigen Kriege, Leipzig 1867. (In: Friedrich von Raumer: Historisches Taschenbuch, 4. Folge, Jg. 8).
- Von der dritten Armee. Kriegsgeschichtliche Skizzen aus dem Feldzug von 1870–1871, Leipzig 1872.
- Fehrbellin 18. Juni 1675: Zum 200j. Gedenktag, Berlin 1875 (mit August von Witzleben).
- Geschichte der preußischen Politik 1807–1815, 1. Theil, Leipzig 1881.
- Zur Geschichte des Türkenkriegs im Jahre 1683. Die Betheiligung der kursächsischen Truppen an demselben. Dresden 1883 (mit Karl Friedrich Graf Vitzthum von Eckstedt).
- Aus dem Leben des Königs Albert von Sachsen, 2 Bde., Berlin 1898–1900.
- Joseph Maria von Radowitz, Bd. 1, Berlin 1905.

## Auszeichnungen
- 1904: Olga-Orden.[1]